# Journal of the American Statistical Association
El Journal of the American Statistical Association (JASA) és la principal revista científica que publica l'American Statistical Association, el principal òrgan professional per als estadístics en els Estats Units. Es publica quatre vegades l'any.
L'any 2010 tenia un factor d'impacte de 2,063 el desè més alt en la categoria "Estadística i Probabilitat" del Journal Citation Reports.
En una enquesta entre estadístics del 2003, el Journal of the American Statistical Association va ocupar el primer lloc entre totes les revistes per "Aplicacions de l'Estadística" i el segon (després dels Annals of Statistics) dins l'àmbit  "Estadística Matemàtica".
El predecessor d'aquesta revista va començar a publicar-se l'any 1888 amb el nom de Publications of the American Statistical Association. L'any 1912 es va convertir en Quarterly publications of the American Statistical Association i en JASA el 1922.